# 龍世樑
龍世樑（英語：Alex Lung），香港作曲家、編曲人及音樂製作人。早年就讀聖公會聖彼得小學及聖保羅書院（1995年），2002年起，開始著手為多位歌手創作歌曲。2008年憑著楊千嬅的《明日再會》令他的知名度急升。同年，跟音樂人 阿Bert 及 Adrian Chan， 以 AL-Bert-Chan 為名，展開編曲工作。他於2009年12月17日，憑其參選歌曲《戀不逢時》奪得第二十一屆CASH流行曲創作大賽季軍。

## 音樂作品

### 2002年
|                         |  |
| - 蕭正楠 - 正男友（曲） |  |

### 2006年
|                                                                                 |                                                         |
| - 張敬軒 - 兩座位跑車（曲） - 鄧麗欣 - 天使／魔鬼（曲） - 王浩信 - 誘心人（曲） | - 梁洛施 - 戀上你的BLOG（曲） - 鄭嘉穎 - 鄭重聲明（曲） |

### 2007年
|                       |                           |
| - 容祖兒 - 牛奶（曲） | - 蔣雅文 - 樓下雅座（曲） |

### 2008年
| | |
| - 可 嵐 - 女生不哭（曲、編） - 可 嵐 - 眼淚無用（曲、編） - 黃宗澤 - 普天同愛（曲、編） - 楊千嬅 - 明日再會（曲） | - 楊千嬅 - 一葉舟（曲） - 楊千嬅 - 塗鴉（曲） - 鍾嘉欣 - 我不懂你（曲） - 鍾嘉欣 - 你不懂我的心（曲） |

### 2009年
| | |
| - 麥家瑜 - 透明人間（曲、編） - 蔡卓妍 - I'm Sorry（編） - 蔡卓妍 - 明知你的他沒有（曲） - 海鳴威 - 下一站香港（編） - 梁漢文 - 住家丁麵（編） | - 鍾嘉欣 - 明爭暗鬥（曲） - 劉美君 - 寧願怎樣（編） - 葉文輝 - 寧願這樣（編、監） - 鍾舒漫 - 八十誡（編） |

### 2010年
|                                                                             |                                                           |
| - 吳若希 - 憑什麼（曲） - 海鳴威 - 為你而生（編） - 蔡卓妍 - 煞有介事（編） | - 鄧芷茵 - 不認得你（曲） - 葉文輝 - 我為你唱歌（編、監） |

### 2011年
|                               |                         |
| - 張智霖 - 死去活來（曲、編） | - 鄭欣宜 - 說不清（曲） |

### 2012年
|                       |                       |
| - 吳若希 - 鬧鐘（曲） | - 鍾嘉欣 - 死症（曲） |

### 2013年
|                                                                                     |                                                 |
| - 葉寶安 - 角落（編、監） - 潘仕寶 - 有營人（曲、編、監） - 蔣慶華 - 小小時代（監） | - 樂瞳 - 男生乙個（曲） - 鄭欣宜 - 寵物牠（曲） |

### 2014年
|                            |                         |
| - 葉子菁 - 如果•香港（監） | - 葉美君 - 小星星（監） |

### 2018年
|                           |  |
| - 謝文欣 - 若無其事（曲） |  |

## 外部連結
- （页面存档备份，存于）